# Paramicromerys madagascariensis
Paramicromerys madagascariensis är en spindelart som först beskrevs av Simon 1893.  Paramicromerys madagascariensis ingår i släktet Paramicromerys och familjen dallerspindlar.
Artens utbredningsområde är Madagaskar. Inga underarter finns listade i Catalogue of Life.